# Yogetor
Yogetor là một chi nhện trong họ Salticidae.

## Các loài
Các loài trong chi này gồm:
- Yogetor bellus Wesolowska & Russell-Smith, 2000
- Yogetor spiralis Wesolowska & Tomasiewicz, 2008